# 乾善彦
乾 善彦（いぬい よしひこ、1956年 - ）は、日本語学の研究者、関西大学教授。

## 経歴
奈良県北葛城郡に生まれる。1979年大阪市立大学文学部国文中文学科 国語国文学専攻卒業。1987年同大学大学院文学研究科博士課程単位取得退学。同年帝塚山学院大学専任講師。同大学助教授、大阪女子大学教授を経て、現在関西大学教授。2003年『漢字による日本語書記の史的研究』で、博士（文学）取得。同年、同書で第21回上代文学会賞受賞。

## 著書
- 『世話早学文　影印と翻刻』（和泉書院・2001年）
- 『漢字による日本語書記の史的研究』（塙書房・2003年）
- 『『新撰万葉集』諸本と研究』（浅見徹、谷本玲大と共著、和泉書院・2003年）
- 『堺学から堺・南大阪地域学へ　地域学の方法と堺・南大阪地域学』（大阪公立大学共同出版会・2006年）
- 『日本語史のインタフェース』（金水敏、渋谷勝己と共著、岩波書店・2008年）
- 『日本語書記用文体の成立基盤　表記体から文体へ』（塙書房・2017年）

## 参考
- 『漢字による日本語書記の史的研究』の著者略歴
- 関西大学学術情報システム　http://gakujo.kansai-u.ac.jp/profile/ja/0023dfe09v1dar3bQda01a69aY.html
- 上代文学会賞　http://jodaibungakukai.org/10_prize.html